# Spellemannprisen 2016
Der Spellemannprisen 2016 war die 45. Ausgabe des norwegischen Musikpreises Spellemannprisen. Die Nominierungen berücksichtigten Veröffentlichungen des Musikjahres 2016. Die Verleihung der Preise fand am 28. Januar 2017 statt. In der Kategorie „Årets Spellemann“ wurde das Duo Marcus & Martinus ausgezeichnet, den Ehrenpreis („Hedersprisen“) erhielt Arve Tellefsen.

## Verleihung
Die Verleihung fand am 28. Januar 2017 an den Veranstaltungsorten Sentralen und Sentrum Scene statt. Die Genrepreise wurden im Sentralen verliehen. Diese Verleihung wurde von NRK1 unter dem Titel Spellemann Prisutdeling ausgestrahlt. Die in der Sentrum Scene stattfindende Spellemannshowet strahlte ebenfalls NRK1 aus. Dort wurden die genrefreien Preise vor Live-Publikum und mit Live-Musik verliehen. Die Show wurde von den beiden Moderatorinnen Haddy N’jie und Mona B. Riise moderiert.

## Gewinner
| Kategorie                                                            | Gewinner                     | Werk                                  |
| -------------------------------------------------------------------- | ---------------------------- | ------------------------------------- |
| Barnemusikk (Kindermusik)                                            | Superbarna                   | Hipp hurra                            |
| Blues                                                                | MK's Marvellous Medicine     | MK’s Marvellous Medicine              |
| Country                                                              | Darling West                 | Vinyl and a Heartache                 |
| Danseband                                                            | Torgeir & Kjendisene         | En runde til                          |
| Eksportprisen (Exportpreis)                                          | Alan Walker                  | –                                     |
| Elektronika                                                          | Biosphere                    | Departed Glories                      |
| Folkemusikk/Tradisjonsmusikk (Volksmusik/Traditionsmusik)            | Anders Røine                 | Kristine Valdresdatter                |
| Indie                                                                | The Switch                   | The Switch Album                      |
| Jazz                                                                 | Nils Petter Molvær           | Buoyancy                              |
| Klassisk (Klassisch)                                                 | Trondheimsolistene           | Reflections                           |
| Metal                                                                | Okkultokrati                 | Raspberry Dawn                        |
| Popgruppe                                                            | Highasakite                  | Camp Echo                             |
| Popsolist                                                            | Aurora                       | All My Demons Greeting Me as a Friend |
| Rock                                                                 | Kvelertak                    | Nattesferd                            |
| Samtid (Gegenwart)                                                   | Ensemble Neon                | Neon                                  |
| Tekstforfatter (Textautor)                                           | Kristoffer Cezinando Karlsen | Cezinando: Barn av Europa             |
| Tonos komponistpris (Tonos Komponistenpreis)                         | Gjermund Larsen              | Gjermund Larsen Trio: Salmeklang      |
| Urban                                                                | Karpe Diem                   | Heisann Montebello                    |
| Viser (Weisen)                                                       | Frida Ånnevik                | Her bor                               |
| Åpen Klasse (Offene Klasse)                                          | Susanna                      | Triangle                              |
| Årets album (Album des Jahres)                                       | Karpe Diem                   | Heisann Montebello                    |
| Årets Hederspris (Ehrenpreis des Jahres)                             | Arve Tellefsen               | –                                     |
| Årets Låt (Lied des Jahres)                                          | Alan Walker                  | Faded                                 |
| Årets Musikkvideo (Musikvideo des Jahres)                            | Arni & Kinski                | Aurora: I Went to Far                 |
| Årets Nykommer & Gramostipend (Newcomer des Jahres und Gramostipend) | Astrid S                     | –                                     |
| Årets Produsent (Produzent des Jahres)                               | Cashmere Cat                 | –                                     |
| Årets Spellemann (Spellemann des Jahres)                             | Marcus & Martinus            | –                                     |

## Nominierte
Die Nominierungen wurden am 5. Januar 2017 bekannt gegeben. Das Duo Karpe Diem erhielt mit vier Nominierungen die meisten. Jenny Hval, Aurora, Cezinando und Highasakite wurden jeweils in drei Kategorien nominiert.
Barnemusikk
- Gråtass: Gråtass (sangene fra filmene)
- Løkki: Løkki
- Superbarna: Hipp hurra

Blues
- Billy T Band: Reckoning
- MK's Marvellous Medicine: MK’s Marvellous Medicine
- Pristine: Reboot

Country
- Claudia Scott: Let the Ribbons Fly
- Darling West: Vinyl and a Heartache
- Paal Flaata: Come Tomorrow - Songs of Townes Van Zandt
- Signe Marie Rustad: Hearing Colors Seeing Noises

Danseband
- Ausekarane: Ein hau med hitts
- Picazzo: Blindvei
- Torgeir & Kjendisene: En runde til

Eksportprisen
- Alan Walker
- Cashmere Cat
- Lise Davidsen
- Mette Henriette
- William Wiik Larsen
- SeeB

Elektronika
- Biosphere: Departed Glories
- Nils Bech: Echo
- Telephones: Vibe Telemetry
- Tortusa: I Know This Place - The Eivind Aarset Collages

Folkemusikk/Tradisjonsmusikk
- Anders Røine: Kristine Valdresdatter
- Eli Storbekken, Sigurd Hole: Fabel
- Gjermund Larsen Trio: Salmeklang
- Lars-Ingar Meyer Fjeld: Hardingfele

Indie
- Frøkedal: Hold on Dreamer
- Hilma Nikolaisen: Puzzler
- Jenny Hval: Blood Bitch
- The Switch: The Switch Album
- Vilde Tuv: D’ meg

Jazz
- Come Shine, Kringkastingsorkesteret: Norwegian Caravan
- Eyolf Dale: Wolf Valley
- Mats Eilertsen: Rubicon
- Moskus: Ulv ulv
- Nils Petter Molvær: Buoyancy

Klassisk
- Christian Ihle Hadland: The Lark
- Fragaria Vesca: David Monrad Johansen: Chamber Music
- Ingfrid Breie Nyhus, Åshild Breie Nyhus: Halvorsen – Kvandal – Nyhus
- Trondheimsolistene: Reflections
- Vilde Frang: Britten & Korngold: Violin Concertos

Metal
- Abbath: Abbath
- Nag: Nag
- Okkultokrati: Raspberry dawn
- Sarke: Bogefod

Popgruppe
- Highasakite: Camp Echo
- Lemaitre
- No. 4: Henda i været

Popsolist
- Aurora: All My Demons Greeting Me as a Friend
- Bendik: Fortid
- Gundelach: Gundelach
- Hanne Kolstø: Fest blikket
- Kygo: Cloud nine

Rock
- Death by Unga Dunga: Pineapple Pizza
- Hjerteslag: Vannmann86
- Kvelertak: Nattesferd
- Tusmørke: Ført bak lyset
- Årabrot: The Gospel

Samtid
- Ensemble Neon: Neon
- Henrik Hellstenius, Elisabeth Holmertz, Tora Augestad, Ivan Ludlow, Silje Aker Johnsen, Janna Wettergren, Ebba Rydh, Cikada, Christian Eggen, Cecilie Løveid: Ophelias: Death by Water Singing
- Maja S. K. Ratkje, The 24, RNCM Chamber Choir, University of Huddersfield Chamber Choir, Stian Westerhus, Hild Sofie Tafjord, Phil Julian, Mark Durgan, Antoine Chessex, Lasse Marhaug, Nils Henrik Asheim: Crepuscular Hour
- Trondheim Voices, Jon Balke, Batagraf: On Anodyne

Tekstforfatter
- Chirag Rashmikant Patel, Magdi Omar Ytreeide Abdelmaguid (Karpe Diem): Karpe Diem: Heisann Montebello
- Jenny Hval: Jenny Hval: Blood Bitch
- Kaja Gunnufsen: Kaja Gunnufsen: Ikke tenk på det
- Kristoffer Cezinando Karlsen: Cezinando: Barn av Europa
- Stein Torleif Bjella: Stein Torleif Bjella: Gode liv

Tonos Komponistpris
- Emilie Christensen, Ingeborg Marie Mohn: No. 4: Henda i været
- Gjermund Larsen: Gjermund Larsen Trio: Salmeklang
- Lene Grenager: Marianne B. Lie & Trondheim Sinfonietta: Khipukamayuq
- Maja S. K. Ratkje: Crepusclar hour
- Olav Anton Thommesen: Oslo Sinfonietta: The hermaphrodite

Urban
- Cezinando: Barn av Europa
- Karpe Diem: Heisann Montebello
- Lido: Everything

Viser
- Frida Ånnevik: Her bor
- Hekla Stålstrenga: Ventetid
- Marte Wulff: Marte Wulff
- Moddi: Unsongs
- Stein Torleif Bjella: Gode liv

Åpen Klasse
- Erlend Apneseth Trio: Det andre rommet
- Stian Westerhus: Amputation
- Susanna: Triangle
- Trygve Seim: Rumi Songs

Årets Album
- Aurora: All My Demons Greeting Me as a Friend
- Jenny Hval: Blood Bitch
- Karpe Diem: Heisann Montebello
- Stein Torleif Bjella: Gode liv
- Årabrot: The Gospel

Årets Låt
- Alan Walker: Faded
- Astrid S: Hurts So Good
- Dagny: Backbeat
- Freddy Kalas: Jovial
- Julie Bergan: Arigato
- Kristian Kristensen: Kan du lære mæ?
- Kygo feat. Maty Noyes: Stay
- Marcus & Martinus feat. Madcon: Girls
- Matoma feat. Becky Hill: False Alarm
- Sonny Alven feat. Emmi: Our Youth

Årets Musikkvideo
- Arni & Kinski: Aurora: I Went to Far
- Christian Mona, Leif Henning Broch Johnsen: Jaga Jazzist: Prungen
- Marie Kristiansen: Klovner i Kamp: Min aller beste venn
- Thea Hvistendahl: Karpe Diem: Den islamske elefanten
- Øystein Moe, Alexander Somma, Line Klungseth Johansen: Highasakite: Golden Ticket

Årets Nykommer & Gramostipend
- Aksel Rykkvin
- Astrid S
- Cezinando
- Dagny
- Matoma
- Ondt Blod

Årets Produsent
- Bård Ingebrigtsen
- Cashmere Cat
- Jesper Borgen
- Joakim Haukaas, Kid Joki
- Morten Lindberg